# Kampos
Kampos (en griego: Καμπος) es un pueblo en el Distrito de Nicosia de Chipre, que se encuentra dentro del Bosque de Pafos.
Pocos turistas visitan Kampos, el único pueblo importante en la región de Tylliria. Tiene un paisaje realmente bonito. Una anécdota sobre este lugar es que los residentes locales miran fijamente y con curiosidad a los visitantes ya que no están acostumbrados a ver a muchos extranjeros en esta zona.
Kampos se encuentra en el extremo sur de está deshabitada región con, a día de hoy, solo un camino de salida. La carretera que parte del norte del pueblo llega a un triste final después de 12 kilómetros en la Línea Verde.